# Miquel Font Gorostiza
Miquel Font Gorostiza. Advocat i secretari de la Diputació Provincial de Balears.
Llicenciat en dret. Va ser el secretari de la Diputació Provincial de les Balears durant la Segona República i la Guerra Civil de 1936-1939. El 1931 en representació de la Diputació de Balears participà en la Asamblea de las Diputaciones. Formà part de la Comissió Redactora de l'Avantprojecte de l'Estatut d'Autonomia de les Balears. A iniciativa seva es va formar la Biblioteca de Cultura Artesana, el 19 d'octubre de 1928, que es va inaugurar el 3 de juliol de 1936. La Biblioteca va ocupar un espai al Palau de la Diputació fins al 1989. La intenció era constituir un fons bibliogràfic i documental molt enfocat als oficis i a l'artesania. El 1989 es va traslladar a l'edifici de la Misericòrdia. El mes de juny de 1936 va signar la Resposta als Catalans. Era soci de l'Associació per la Cultura de Mallorca. Va dur a terme algunes traduccions.publicades a La Nostra Terra.